# 切爾沃尼盧基 (洛赫維察區)
50°18′30″N 33°33′13″E / 50.30833°N 33.55361°E
切爾沃尼盧基（烏克蘭語：Червоні Луки），是烏克蘭中部的村莊，隸屬波爾塔瓦州的米爾霍羅德區。該村分別距離下布達基夫卡0.5公里和博達克瓦6.5公里，始建於1926年，面積0.7平方公里，海拔高度108米，2001年人口85。